# Alexander Jewdokimowitsch Chudanin
Alexander Jewdokimowitsch Chudanin (russisch Александр Евдокимович Худанин; * 1885 in Gladki Mys, Gouvernement Wjatka (heute Region Perm), Russisches Kaiserreich; † 1919 auf der Krim) war ein russischer Revolutionär und aktiver Teilnehmer am Kampf um die Sowjetmacht im Kuban.
Chudanin war seit 1903 Mitglied der Bolschewiki. Er leistete Parteiarbeit in Jekaterinodar und war Gründer der bolschewistischen Parteiorganisation von Noworossijsk. Vom Oktober 1917 bis Ende 1918 war er Führer der Parteiorganisation des Gouvernements Schwarzmeer und Mitglied des Exekutivkomitees des Sowjets. Im Jahr 1919 war er Sekretär des Aluschtaer Komitees der Kommunistischen Partei. Im selben Jahr wurde er auf der Krim von Weißgardisten ermordet.
Im Stadtzentrum von Noworossijsk wurde ihm und drei weiteren Revolutionären zu Ehren ein Denkmal errichtet.

## Quelle
- Lexikon der Großen Sozialistischen Oktoberrevolution. Bibliographisches Institut, Leipzig 1976
- Biografie Alexander Jewdokimowitsch Chudanin auf Permkultur-Enzyklopädie (russisch)